# San Pietro in Volta
San Pietro in Volta is een plaats (frazione) in de Italiaanse gemeente Venezia.